# Климат Сочи
Климат Сочи — субтропический океанический (Cfa согласно классификации климата Кёппена), с тёплой дождливой зимой и влажным, но солнечным летом. Среднегодовая температура — 15,3 °C. Среднегодовое количество осадков — 1644 мм. Зона морозостойкости — 9a/9b.

## Общая характеристика
Территория города-курорта Сочи охватывает большую часть южного склона Кавказа от берега Чёрного моря до вершин Главного Кавказского хребта высотой до 3500 метров над уровнем моря. Поэтому в Сочи можно выделить несколько природно-климатических зон:
1. Прибрежная зона (до 200 метров над уровнем моря) шириной 450-2000 метров[2] характеризуется продолжительной мягкой и тёплой осенью, переходящей в затяжную, прохладную и умеренно дождливую зиму, относительно нежарким летом. Годовая сумма тепла здесь свыше 5000 градусов.
2. Предгорная зона (201–600 метров над уровнем моря) характеризуется более низкими температурами января (до 4 °С), более прохладным и влажным летом.
3. Среднегорная зона (601–1000 метров над уровнем моря) отличается мягкой, снежной зимой. Лето здесь нежаркое, в отдельные годы довольно прохладное и дождливое, зима умеренно холодная. Средняя температура января — 0 °С. Климат этой зоны напоминает некоторыми чертами северную часть европейской территории России, но со значительно большим количеством осадков.
4. Высокогорная зона (1001–1700 метров над уровнем моря). Здесь уже продолжительная зима с устойчивым снежным покровом, достигающим иногда нескольких метров. Лето короткое, дождливое.
5. Альпийская зона (1701–1800 метров над уровнем моря). Лето короткое, зима с мощным снежным покровом, достигающим в отдельных местах 10–15 метров. Тепла недостаточно, поэтому невозможно существование древесной растительности. Это зона субальпийских и альпийских лугов, снежников и ледников.

Прибрежная зона Сочи, как и весь участок российского черноморского побережья южнее Туапсе, расположена в зоне влажных субтропиков, что сильно отличает этот регион от более северного участка побережья от Анапы до Туапсе, где господствует типичный полусухой средиземноморский климат. Главные черты климата — сухое лето и влажная зима - свойственны средиземноморской климатической зоне, однако, в отличие от неё зимний период на Западном Кавказе характеризуется периодической неустойчивостью, связанной со вторжением холодных воздушных масс. Климат очень влажный, подобный сочинскому наблюдается в соседней Абхазии, на побережье Хорватии, Черногории и Албании, а также на востоке Китая, юге Республики Корея, в Японии (кроме острова Хоккайдо) и на юго-востоке США (штаты Миссисипи, Луизиана, Алабама, Джорджия, а также Флорида). Максимум осадков приходится на зимний период времени года, преимущественно в виде дождя, реже — снега. Зима тёплая, лето жаркое и влажное. Подобный тип климата благоприятен для культивации разного рода субтропических и умеренных культур. Поскольку Сочи расположен на северной границе субтропиков, зимой здесь возможны заморозки и снегопады.
Наиболее тёплый месяц года — август. Самым холодным месяцем является февраль. Однако в отдельные годы самым холодным может быть даже январь, март или декабрь (редко). Количество ясных дней в году — 51 при учёте общей облачности или 139 при учёте нижней облачности.

### Температура воздуха
Среднегодовая температура воздуха в Сочи по данным многолетних наблюдений (1991 - 2020) составляет 14,4 °C .
Самый холодный месяц в городе — январь со средней температурой 5,8 °C. Самый тёплый месяц — август, его средняя многолетняя температура 24,3 °C, средняя температура июля — 23,9 °C. Самая высокая температура, отмеченная в Сочи за весь период наблюдений, +39,4 °C (30 июля 2000 года), а самая низкая −13,4 °C (25 января 1892 года). В XXI веке абсолютный минимум составляет −7,3 °C (4 января 2016 года).
| Абсолютная максимальная и минимальная температура | Абсолютная максимальная и минимальная температура | Абсолютная максимальная и минимальная температура | Абсолютная максимальная и минимальная температура | Абсолютная максимальная и минимальная температура | Абсолютная максимальная и минимальная температура | Абсолютная максимальная и минимальная температура | Абсолютная максимальная и минимальная температура | Абсолютная максимальная и минимальная температура | Абсолютная максимальная и минимальная температура | Абсолютная максимальная и минимальная температура | Абсолютная максимальная и минимальная температура | Абсолютная максимальная и минимальная температура |
| Месяц                                             | Янв                                               | Фев                                               | Мар                                               | Апр                                               | Май                                               | Июн                                               | Июл                                               | Авг                                               | Сен                                               | Окт                                               | Ноя                                               | Дек                                               |
| Абсолютный максимум, °C                           | 21,2 (1948)                                       | 23,5 (1901)                                       | 30,0 (1901)                                       | 33,7 (1915)                                       | 34,7 (2007)                                       | 35,2 (2002)                                       | 39,4 (2000)                                       | 38,5 (1961)                                       | 36,0 (1899)                                       | 32,1 (2003)                                       | 29,1 (1938)                                       | 23,5 (2010)                                       |
| Абсолютный минимум, °C                            | −13,4 (1892)                                      | −12,6 (1911)                                      | −7,0 (1985)                                       | -5,0 (2004)                                       | 3,0 (1986)                                        | 7,1 (1978)                                        | 12,6 (1982)                                       | 10,4 (1923)                                       | 2,7 (1941)                                        | -3,2 (1965)                                       | -5,4 (1914)                                       | −8,3 (1904)                                       |
| ------------------------------------------------- | ------------------------------------------------- | ------------------------------------------------- | ------------------------------------------------- | ------------------------------------------------- | ------------------------------------------------- | ------------------------------------------------- | ------------------------------------------------- | ------------------------------------------------- | ------------------------------------------------- | ------------------------------------------------- | ------------------------------------------------- | ------------------------------------------------- |

| Максимальная и минимальная среднемесячная температура | Максимальная и минимальная среднемесячная температура | Максимальная и минимальная среднемесячная температура | Максимальная и минимальная среднемесячная температура | Максимальная и минимальная среднемесячная температура | Максимальная и минимальная среднемесячная температура | Максимальная и минимальная среднемесячная температура | Максимальная и минимальная среднемесячная температура | Максимальная и минимальная среднемесячная температура | Максимальная и минимальная среднемесячная температура | Максимальная и минимальная среднемесячная температура | Максимальная и минимальная среднемесячная температура | Максимальная и минимальная среднемесячная температура |
| Месяц                                                 | Янв                                                   | Фев                                                   | Мар                                                   | Апр                                                   | Май                                                   | Июн                                                   | Июл                                                   | Авг                                                   | Сен                                                   | Окт                                                   | Ноя                                                   | Дек                                                   |
| Самый тёплый, °C                                      | 12,3 (1915)                                           | 10,2 (1901)                                           | 11,9 (1916)                                           | 16,1 (1950)                                           | 19,6 (2007, 2018)                                     | 23,3 (1901, 2018)                                     | 26,4 (1938)                                           | 26,9 (2010)                                           | 24,1 (2015)                                           | 19,8 (1918)                                           | 16,1 (1966)                                           | 13,0 (2010)                                           |
| Самый холодный, °C                                    | 0,7 (1950)                                            | 0,8 (1911)                                            | 2,2 (1880)                                            | 8,3 (1945)                                            | 13,8 (1915)                                           | 17,8 (1967)                                           | 20,1 (1985)                                           | 20,4 (1984)                                           | 16,5 (1884)                                           | 11,2 (1959)                                           | 6,3 (1897)                                            | 4,0 (2016)                                            |
| ----------------------------------------------------- | ----------------------------------------------------- | ----------------------------------------------------- | ----------------------------------------------------- | ----------------------------------------------------- | ----------------------------------------------------- | ----------------------------------------------------- | ----------------------------------------------------- | ----------------------------------------------------- | ----------------------------------------------------- | ----------------------------------------------------- | ----------------------------------------------------- | ----------------------------------------------------- |

| Среднемесячная температура последних лет в районе аэропорта Сочи(Адлер) | Среднемесячная температура последних лет в районе аэропорта Сочи(Адлер) | Среднемесячная температура последних лет в районе аэропорта Сочи(Адлер) | Среднемесячная температура последних лет в районе аэропорта Сочи(Адлер) | Среднемесячная температура последних лет в районе аэропорта Сочи(Адлер) | Среднемесячная температура последних лет в районе аэропорта Сочи(Адлер) | Среднемесячная температура последних лет в районе аэропорта Сочи(Адлер) | Среднемесячная температура последних лет в районе аэропорта Сочи(Адлер) | Среднемесячная температура последних лет в районе аэропорта Сочи(Адлер) | Среднемесячная температура последних лет в районе аэропорта Сочи(Адлер) | Среднемесячная температура последних лет в районе аэропорта Сочи(Адлер) | Среднемесячная температура последних лет в районе аэропорта Сочи(Адлер) | Среднемесячная температура последних лет в районе аэропорта Сочи(Адлер) | Среднемесячная температура последних лет в районе аэропорта Сочи(Адлер) | Среднемесячная температура последних лет в районе аэропорта Сочи(Адлер) | Среднемесячная температура последних лет в районе аэропорта Сочи(Адлер) | Среднемесячная температура последних лет в районе аэропорта Сочи(Адлер) |
| Месяц                                                                   | Янв                                                                     | Фев                                                                     | Мар                                                                     | Апр                                                                     | Май                                                                     | Июн                                                                     | Июл                                                                     | Авг                                                                     | Сен                                                                     | Окт                                                                     | Ноя                                                                     | Дек                                                                     | Год                                                                     | Отклонение от нормы                                                     | Абсолютный минимум                                                      | Абсолютный максимум                                                     |
| 2001 год, °C                                                            | 5,9                                                                     | 6,5                                                                     | 10,7                                                                    | 12,6                                                                    | 15,4                                                                    | 20,2                                                                    | 25,9                                                                    | 26,4                                                                    | 21,7                                                                    | 15,1                                                                    | 11,1                                                                    | 8,2                                                                     | 15,0                                                                    | +0,8                                                                    | -2,4                                                                    | 33,7                                                                    |
| 2002 год, °C                                                            | 4,9                                                                     | 7,9                                                                     | 9,8                                                                     | 11,3                                                                    | 16,1                                                                    | 21,2                                                                    | 25,5                                                                    | 23,7                                                                    | 20,9                                                                    | 16,6                                                                    | 12,9                                                                    | 5,5                                                                     | 14,6                                                                    | +0,4                                                                    | -4,3                                                                    | 35,0                                                                    |
| 2003 год, °C                                                            | 8,0                                                                     | 5,8                                                                     | 6,2                                                                     | 10,3                                                                    | 17,5                                                                    | 19,8                                                                    | 22,9                                                                    | 24,1                                                                    | 19,6                                                                    | 16,7                                                                    | 10,3                                                                    | 7,5                                                                     | 14,1                                                                    | -0,1                                                                    | -2,7                                                                    | 32,3                                                                    |
| 2004 год, °C                                                            | 8,1                                                                     | 6,4                                                                     | 9,0                                                                     | 12,3                                                                    | 15,6                                                                    | 20,2                                                                    | 22,8                                                                    | 23,9                                                                    | 20,4                                                                    | 16,0                                                                    | 11,4                                                                    | 5,6                                                                     | 14,3                                                                    | +0,1                                                                    | -5,6                                                                    | 31,8                                                                    |
| 2005 год, °C                                                            | 6,6                                                                     | 6,7                                                                     | 6,1                                                                     | 12,5                                                                    | 17,2                                                                    | 19,1                                                                    | 24,0                                                                    | 24,8                                                                    | 20,5                                                                    | 14,4                                                                    | 11,3                                                                    | 8,6                                                                     | 14,3                                                                    | +0,1                                                                    | -3,5                                                                    | 36,0                                                                    |
| 2006 год, °C                                                            | 3,8                                                                     | 5,7                                                                     | 9,7                                                                     | 11,7                                                                    | 15,7                                                                    | 21,4                                                                    | 22,6                                                                    | 25,8                                                                    | 20,3                                                                    | 16,5                                                                    | 9,2                                                                     | 5,2                                                                     | 14,0                                                                    | -0,2                                                                    | -6,1                                                                    | 34,0                                                                    |
| 2007 год, °C                                                            | 6,2                                                                     | 5,5                                                                     | 7,9                                                                     | 9,7                                                                     | 19,6                                                                    | 22,0                                                                    | 23,8                                                                    | 25,5                                                                    | 21,4                                                                    | 17,4                                                                    | 10,0                                                                    | 6,5                                                                     | 14,6                                                                    | +0,4                                                                    | -4,0                                                                    | 34,7                                                                    |
| 2008 год, °C                                                            | 3,2                                                                     | 3,5                                                                     | 11,5                                                                    | 14,1                                                                    | 14,9                                                                    | 20,1                                                                    | 23,1                                                                    | 24,9                                                                    | 20,3                                                                    | 15,7                                                                    | 12,0                                                                    | 6,9                                                                     | 14,2                                                                    | +0,0                                                                    | -3,0                                                                    | 33,0                                                                    |
| 2009 год, °C                                                            | 6,0                                                                     | 9,0                                                                     | 8,6                                                                     | 10,3                                                                    | 15,9                                                                    | 22,8                                                                    | 24,0                                                                    | 21,7                                                                    | 19,6                                                                    | 18,0                                                                    | 11,2                                                                    | 9,7                                                                     | 14,8                                                                    | +0,6                                                                    | -4,6                                                                    | 35,0                                                                    |
| 2010 год, °C                                                            | 8,6                                                                     | 9,5                                                                     | 8,5                                                                     | 12,5                                                                    | 17,6                                                                    | 23,5                                                                    | 25,8                                                                    | 27,0                                                                    | 23,1                                                                    | 15,9                                                                    | 14,0                                                                    | 12,3                                                                    | 16,5                                                                    | +2,3                                                                    | -2,0                                                                    | 36,0                                                                    |
| 2011 год, °C                                                            | 7,1                                                                     | 6,7                                                                     | 8,1                                                                     | 10,6                                                                    | 15,7                                                                    | 20,7                                                                    | 24,8                                                                    | 23,8                                                                    | 20,0                                                                    | 14,6                                                                    | 6,7                                                                     | 7,9                                                                     | 14,0                                                                    | -0,2                                                                    | -5,3                                                                    | 34,3                                                                    |
| 2012 год, °C                                                            | 5,1                                                                     | 3,8                                                                     | 4,3                                                                     | 14,3                                                                    | 18,9                                                                    | 23,5                                                                    | 25,3                                                                    | 24,5                                                                    | 21,9                                                                    | 18,5                                                                    | 13,3                                                                    | 8,5                                                                     | 15,2                                                                    | +1,1                                                                    | -4,5                                                                    | 34,4                                                                    |
| 2013 год, °C                                                            | 6,9                                                                     | 9,2                                                                     | 9,9                                                                     | 13,4                                                                    | 19,7                                                                    | 21,9                                                                    | 23,3                                                                    | 24,0                                                                    | 20                                                                      | 14,2                                                                    | 12,4                                                                    | 4,9                                                                     | 15                                                                      | +0,8                                                                    | -5,6                                                                    | 34                                                                      |
| 2014 год, °C                                                            | 7,3                                                                     | 8,1                                                                     | 10,3                                                                    | 13,7                                                                    | 18,8                                                                    | 21,7                                                                    | 24,9                                                                    | 25,8                                                                    | 21,0                                                                    | 15,7                                                                    | 10,6                                                                    | 9,5                                                                     | 15,7                                                                    | +1,5                                                                    | -2,0                                                                    | 36,0                                                                    |
| 2015 год, °C                                                            | 6,8                                                                     | 8,8                                                                     | 9,6                                                                     | 10,5                                                                    | 16,9                                                                    | 22,1                                                                    | 23,6                                                                    | 26,0                                                                    | 23,8                                                                    | 16,0                                                                    | 11,5                                                                    | 6,8                                                                     | 15,2                                                                    | +1,0                                                                    | -2,2                                                                    | 32,7                                                                    |
| 2016 год, °C                                                            | 5,5                                                                     | 9,2                                                                     | 10,2                                                                    | 13,4                                                                    | 16,7                                                                    | 22,6                                                                    | 24,6                                                                    | 26,3                                                                    | 20,0                                                                    | 15,1                                                                    | 10,8                                                                    | 4,5                                                                     | 14,9                                                                    | +0,7                                                                    | -7,0                                                                    | 33,8                                                                    |
| 2017 год, °C                                                            | 5,4                                                                     | 5,6                                                                     | 10,1                                                                    | 11,6                                                                    | 16,1                                                                    | 21,0                                                                    | 25,0                                                                    | 26,5                                                                    | 22,9                                                                    | 15,3                                                                    | 10,8                                                                    | 9,1                                                                     | 15,0                                                                    | +0,8                                                                    | -5,4                                                                    | 36,5                                                                    |
| 2018 год, °C                                                            | 7,3                                                                     | 8,8                                                                     | 11,0                                                                    | 14,0                                                                    | 19,7                                                                    | 23,6                                                                    | 25,0                                                                    | 25,3                                                                    | 21,7                                                                    | 17,0                                                                    | 12,0                                                                    | 8,5                                                                     | 16,2                                                                    | +2,0                                                                    | -1,8                                                                    | 33,1                                                                    |
| 2019 год, °C                                                            | 7,8                                                                     | 7,6                                                                     | 8,2                                                                     | 12,1                                                                    | 18,6                                                                    | 24,2                                                                    | 22,4                                                                    | 24,1                                                                    | 20,1                                                                    | 17,5                                                                    | 14,0                                                                    | 10,5                                                                    | 15,6                                                                    | +1,4                                                                    | -0,2                                                                    | 31,7                                                                    |
| 2020 год, °C                                                            | 6,1                                                                     | 6,5                                                                     | 11,6                                                                    | 11,5                                                                    | 16,5                                                                    | 22,8                                                                    | 25,1                                                                    | 24,3                                                                    | 23,8                                                                    | 19,5                                                                    | 11,0                                                                    | 10,5                                                                    | 15,8                                                                    | +1,6                                                                    | -7,2                                                                    | 35,2                                                                    |
| 2021 год, °С                                                            | 9,2                                                                     | 7,1                                                                     | 6,8                                                                     | 12,3                                                                    | 16,9                                                                    | 20,2                                                                    | 24,7                                                                    | 25,1                                                                    | 18,7                                                                    | 14,9                                                                    | 13,1                                                                    | 9,7                                                                     | 14,9                                                                    | +0,7                                                                    | -4,3                                                                    | 34,8                                                                    |
| Средние значения                                                        | 6,4                                                                     | 7,0                                                                     | 8,9                                                                     | 12,1                                                                    | 17,1                                                                    | 21,6                                                                    | 24,2                                                                    | 24,9                                                                    | 21,0                                                                    | 16,2                                                                    | 11,4                                                                    | 7,9                                                                     | 14,9                                                                    | +0,7                                                                    | -4,0                                                                    | 34,2                                                                    |
| ----------------------------------------------------------------------- | ----------------------------------------------------------------------- | ----------------------------------------------------------------------- | ----------------------------------------------------------------------- | ----------------------------------------------------------------------- | ----------------------------------------------------------------------- | ----------------------------------------------------------------------- | ----------------------------------------------------------------------- | ----------------------------------------------------------------------- | ----------------------------------------------------------------------- | ----------------------------------------------------------------------- | ----------------------------------------------------------------------- | ----------------------------------------------------------------------- | ----------------------------------------------------------------------- | ----------------------------------------------------------------------- | ----------------------------------------------------------------------- | ----------------------------------------------------------------------- |

### Температура земли
| Среднесуточная температура земной поверхности | Среднесуточная температура земной поверхности | Среднесуточная температура земной поверхности | Среднесуточная температура земной поверхности | Среднесуточная температура земной поверхности | Среднесуточная температура земной поверхности | Среднесуточная температура земной поверхности | Среднесуточная температура земной поверхности | Среднесуточная температура земной поверхности | Среднесуточная температура земной поверхности | Среднесуточная температура земной поверхности | Среднесуточная температура земной поверхности | Среднесуточная температура земной поверхности |
| Янв                                           | Фев                                           | Мар                                           | Апр                                           | Май                                           | Июн                                           | Июл                                           | Авг                                           | Сен                                           | Окт                                           | Ноя                                           | Дек                                           | Год                                           |
| 6,7 °C                                        | 5,9 °C                                        | 7,1 °C                                        | 10,7 °C                                       | 15,6 °C                                       | 20,4 °C                                       | 23,8 °C                                       | 24,2 °C                                       | 21,3 °C                                       | 17,1 °C                                       | 12,2 °C                                       | 8,5 °C                                        | 14,5 °C                                       |
| --------------------------------------------- | --------------------------------------------- | --------------------------------------------- | --------------------------------------------- | --------------------------------------------- | --------------------------------------------- | --------------------------------------------- | --------------------------------------------- | --------------------------------------------- | --------------------------------------------- | --------------------------------------------- | --------------------------------------------- | --------------------------------------------- |

### Температура воды
Среднегодовая температура воды в Сочи — 16,0 °C. Наиболее холодная вода в феврале и марте (8,7 °C), наиболее тёплая — в августе (25,3 °C). В августе температура воды может достигать 29 °C, а на мелких участках возле берега и более того.
Купальный сезон в Сочи длится, как правило, с третьей декады мая до середины или конца октября.
| Показатель              | Янв. | Фев. | Март | Апр. | Май  | Июнь | Июль | Авг. | Сен. | Окт. | Нояб. | Дек. | Год  |
| ----------------------- | ---- | ---- | ---- | ---- | ---- | ---- | ---- | ---- | ---- | ---- | ----- | ---- | ---- |
| Абсолютный максимум, °C | 12,9 | 10,9 | 12,9 | 18,4 | 22,8 | 26,6 | 29,5 | 30,0 | 27,4 | 25,0 | 19,7  | 15,4 | 30,0 |
| Средняя температура, °C | 9,6  | 8,7  | 9,1  | 11,2 | 15,2 | 19,6 | 24,0 | 25,3 | 23,1 | 19,5 | 14,9  | 11,5 | 16,0 |
| Абсолютный минимум, °C  | 5,1  | 5,6  | 5,0  | 7,2  | 8,1  | 8,8  | 10,8 | 14,8 | 9,4  | 10,4 | 7,2   | 6,8  | 5,0  |

### Осадки, относительная влажность воздуха и облачность
Среднегодовая сумма осадков в Сочи — около 1644 мм (от 1016 мм в 1986 году до 2835 мм в 1888 году).
| Количество осадков в течение последних лет | Количество осадков в течение последних лет | Количество осадков в течение последних лет | Количество осадков в течение последних лет | Количество осадков в течение последних лет | Количество осадков в течение последних лет | Количество осадков в течение последних лет | Количество осадков в течение последних лет | Количество осадков в течение последних лет | Количество осадков в течение последних лет | Количество осадков в течение последних лет | Количество осадков в течение последних лет | Количество осадков в течение последних лет | Количество осадков в течение последних лет | Количество осадков в течение последних лет |
| Месяц                                      | Янв                                        | Фев                                        | Мар                                        | Апр                                        | Май                                        | Июн                                        | Июл                                        | Авг                                        | Сен                                        | Окт                                        | Ноя                                        | Дек                                        | Год                                        | от нормы                                   |
| 2001 год, мм                               | 56                                         | 218                                        | 145                                        | 173                                        | 188                                        | 117                                        | 61                                         | 131                                        | 147                                        | 291                                        | 194                                        | 273                                        | 1994                                       | 121%                                       |
| 2002 год, мм                               | 233                                        | 123                                        | 86                                         | 137                                        | 46                                         | 242                                        | 102                                        | 209                                        | 106                                        | 373                                        | 71                                         | 173                                        | 1901                                       | 115%                                       |
| 2003 год, мм                               | 184                                        | 59                                         | 104                                        | 84                                         | 39                                         | 32                                         | 156                                        | 59                                         | 268                                        | 134                                        | 271                                        | 76                                         | 1466                                       | 89%                                        |
| 2004 год, мм                               | 117                                        | 261                                        | 93                                         | 71                                         | 189                                        | 93                                         | 98                                         | 150                                        | 27                                         | 128                                        | 292                                        | 186                                        | 1706                                       | 104%                                       |
| 2005 год, мм                               | 169                                        | 88                                         | 352                                        | 103                                        | 54                                         | 273                                        | 102                                        | 94                                         | 120                                        | 251                                        | 161                                        | 110                                        | 1877                                       | 114%                                       |
| 2006 год, мм                               | 200                                        | 229                                        | 118                                        | 156                                        | 128                                        | 32                                         | 94                                         | 2                                          | 183                                        | 257                                        | 309                                        | 179                                        | 1887                                       | 115%                                       |
| 2007 год, мм                               | 238                                        | 80                                         | 214                                        | 171                                        | 88                                         | 180                                        | 39                                         | 84                                         | 139                                        | 117                                        | 238                                        | 231                                        | 1819                                       | 111%                                       |
| 2008 год, мм                               | 63                                         | 148                                        | 131                                        | 120                                        | 242                                        | 54                                         | 147                                        | 68                                         | 110                                        | 155                                        | 140                                        | 190                                        | 1568                                       | 95%                                        |
| 2009 год, мм                               | 206                                        | 116                                        | 214                                        | 67                                         | 169                                        | 72                                         | 167                                        | 105                                        | 155                                        | 43                                         | 268                                        | 132                                        | 1714                                       | 104%                                       |
| 2010 год, мм                               | 197                                        | 170                                        | 169                                        | 126                                        | 54                                         | 127                                        | 31                                         | 33                                         | 133                                        | 327                                        | 90                                         | 97                                         | 1554                                       | 95%                                        |
| 2011 год, мм                               | 119                                        | 202                                        | 161                                        | 167                                        | 155                                        | 174                                        | 88                                         | 138                                        | 108                                        | 252                                        | 124                                        | 94                                         | 1782                                       | 108%                                       |
| 2012 год, мм                               | 173                                        | 192                                        | 159                                        | 71                                         | 106                                        | 89                                         | 24                                         | 62                                         | 21                                         | 160                                        | 188                                        | 110                                        | 1355                                       | 82%                                        |
| 2013 год, мм                               | 199                                        | 102                                        | 194                                        | 49                                         | 26                                         | 122                                        | 141                                        | 110                                        | 525                                        | 138                                        | 103                                        | 111                                        | 1820                                       | 111%                                       |
| 2014 год, мм                               | 177                                        | 28                                         | 134                                        | 73                                         | 77                                         | 106                                        | 206                                        | 13                                         | 235                                        | 148                                        | 129                                        | 182                                        | 1508                                       | 92%                                        |
| 2015 год, мм                               | 196                                        | 56                                         | 94                                         | 192                                        | 110                                        | 166                                        | 60                                         | 14                                         | 13                                         | 167                                        | 392                                        | 157                                        | 1617                                       | 98%                                        |
| 2016 год, мм                               | 281                                        | 93                                         | 82                                         | 105                                        | 106                                        | 69                                         | 122                                        | 64                                         | 214                                        | 91                                         | 79                                         | 376                                        | 1682                                       | 102%                                       |
| 2017 год, мм                               | 130                                        | 119                                        | 94                                         | 136                                        | 187                                        | 85                                         | 68                                         | 32                                         | 45                                         | 222                                        | 110                                        | 263                                        | 1491                                       | 91%                                        |
| 2018 год, мм                               | 194                                        | 95                                         | 208                                        | 47                                         | 40                                         | 36                                         | 199                                        | 26                                         | 251                                        | 117                                        | 145                                        | 258                                        | 1616                                       | 98%                                        |
| 2019 год, мм                               | 188                                        | 97                                         | 187                                        | 60                                         | 86                                         | 86                                         | 162                                        | 165                                        | 103                                        | 74                                         | 100                                        | 116                                        | 1342                                       | 82%                                        |
| 2020 год, мм                               | 197                                        | 196                                        | 73                                         | 26                                         | 99                                         | 25                                         | 84                                         | 9                                          | 30                                         | 82                                         | 105                                        |                                            |                                            |                                            |
| норма, мм                                  | 179                                        | 118                                        | 109                                        | 116                                        | 93                                         | 91                                         | 122                                        | 135                                        | 135                                        | 158                                        | 191                                        | 197                                        | 1644                                       | 100%                                       |
| среднее 2001-2020, мм                      | 176                                        | 134                                        | 151                                        | 107                                        | 109                                        | 109                                        | 108                                        | 78                                         | 147                                        | 176                                        | 179                                        | 174                                        | 1648                                       | 100%                                       |
| ------------------------------------------ | ------------------------------------------ | ------------------------------------------ | ------------------------------------------ | ------------------------------------------ | ------------------------------------------ | ------------------------------------------ | ------------------------------------------ | ------------------------------------------ | ------------------------------------------ | ------------------------------------------ | ------------------------------------------ | ------------------------------------------ | ------------------------------------------ | ------------------------------------------ |

Влажность воздуха в среднем за год составляет около 75 %, летом — 76—78 %, а зимой — 71—73 %.
| Относительная влажность воздуха | Относительная влажность воздуха | Относительная влажность воздуха | Относительная влажность воздуха | Относительная влажность воздуха | Относительная влажность воздуха | Относительная влажность воздуха | Относительная влажность воздуха | Относительная влажность воздуха | Относительная влажность воздуха | Относительная влажность воздуха | Относительная влажность воздуха | Относительная влажность воздуха | Относительная влажность воздуха |
| Месяц                           | Янв                             | Фев                             | Мар                             | Апр                             | Май                             | Июн                             | Июл                             | Авг                             | Сен                             | Окт                             | Ноя                             | Дек                             | Год                             |
| Влажность воздуха, %            | 73                              | 71                              | 71                              | 74                              | 78                              | 78                              | 78                              | 78                              | 76                              | 75                              | 73                              | 72                              | 75                              |
| ------------------------------- | ------------------------------- | ------------------------------- | ------------------------------- | ------------------------------- | ------------------------------- | ------------------------------- | ------------------------------- | ------------------------------- | ------------------------------- | ------------------------------- | ------------------------------- | ------------------------------- | ------------------------------- |

С октября по январь выпадает большое количество осадков, максимум приходится на декабрь, а минимум осадков выпадает в июне. В течение года среднее количество дней с осадками — около 170 (от 9 дней в августе до 19 дней в декабре). Самым дождливым месяцем был январь 1892 года, когда выпало 615 мм осадков (при норме 179 мм). Самым засушливым месяцем был октябрь 1907 года, тогда осадков не наблюдалось вообще.
Нижняя облачность составляет 4,1 балла, общая облачность — 6,5 балла.
| Облачность                | Облачность | Облачность | Облачность | Облачность | Облачность | Облачность | Облачность | Облачность | Облачность | Облачность | Облачность | Облачность | Облачность |
| Месяц                     | Янв        | Фев        | Мар        | Апр        | Май        | Июн        | Июл        | Авг        | Сен        | Окт        | Ноя        | Дек        | Год        |
| Общая облачность, баллов  | 7,7        | 7,6        | 7,4        | 7,6        | 6,9        | 5,9        | 5,2        | 4,5        | 4,9        | 5,7        | 6,8        | 7,5        | 6,5        |
| Нижняя облачность, баллов | 5,3        | 4,9        | 4,5        | 4,6        | 3,9        | 3,2        | 3,1        | 2,6        | 3,1        | 3,6        | 4,6        | 5,4        | 4,1        |
| ------------------------- | ---------- | ---------- | ---------- | ---------- | ---------- | ---------- | ---------- | ---------- | ---------- | ---------- | ---------- | ---------- | ---------- |

| Число ясных, облачных и пасмурных дней при учёте общей облачности | Число ясных, облачных и пасмурных дней при учёте общей облачности | Число ясных, облачных и пасмурных дней при учёте общей облачности | Число ясных, облачных и пасмурных дней при учёте общей облачности | Число ясных, облачных и пасмурных дней при учёте общей облачности | Число ясных, облачных и пасмурных дней при учёте общей облачности | Число ясных, облачных и пасмурных дней при учёте общей облачности | Число ясных, облачных и пасмурных дней при учёте общей облачности | Число ясных, облачных и пасмурных дней при учёте общей облачности | Число ясных, облачных и пасмурных дней при учёте общей облачности | Число ясных, облачных и пасмурных дней при учёте общей облачности | Число ясных, облачных и пасмурных дней при учёте общей облачности | Число ясных, облачных и пасмурных дней при учёте общей облачности | Число ясных, облачных и пасмурных дней при учёте общей облачности |
| Месяц                                                             | Янв                                                               | Фев                                                               | Мар                                                               | Апр                                                               | Май                                                               | Июн                                                               | Июл                                                               | Авг                                                               | Сен                                                               | Окт                                                               | Ноя                                                               | Дек                                                               | Год                                                               |
| Ясных дней                                                        | 2                                                                 | 2                                                                 | 2                                                                 | 2                                                                 | 3                                                                 | 4                                                                 | 6                                                                 | 9                                                                 | 8                                                                 | 6                                                                 | 4                                                                 | 3                                                                 | 51                                                                |
| Облачных дней                                                     | 10                                                                | 10                                                                | 11                                                                | 11                                                                | 14                                                                | 16                                                                | 17                                                                | 16                                                                | 15                                                                | 15                                                                | 11                                                                | 10                                                                | 156                                                               |
| Пасмурных дней                                                    | 19                                                                | 17                                                                | 18                                                                | 17                                                                | 14                                                                | 9                                                                 | 7                                                                 | 6                                                                 | 7                                                                 | 10                                                                | 15                                                                | 19                                                                | 158                                                               |
| ----------------------------------------------------------------- | ----------------------------------------------------------------- | ----------------------------------------------------------------- | ----------------------------------------------------------------- | ----------------------------------------------------------------- | ----------------------------------------------------------------- | ----------------------------------------------------------------- | ----------------------------------------------------------------- | ----------------------------------------------------------------- | ----------------------------------------------------------------- | ----------------------------------------------------------------- | ----------------------------------------------------------------- | ----------------------------------------------------------------- | ----------------------------------------------------------------- |

| Число ясных, облачных и пасмурных дней при учёте нижней облачности | Число ясных, облачных и пасмурных дней при учёте нижней облачности | Число ясных, облачных и пасмурных дней при учёте нижней облачности | Число ясных, облачных и пасмурных дней при учёте нижней облачности | Число ясных, облачных и пасмурных дней при учёте нижней облачности | Число ясных, облачных и пасмурных дней при учёте нижней облачности | Число ясных, облачных и пасмурных дней при учёте нижней облачности | Число ясных, облачных и пасмурных дней при учёте нижней облачности | Число ясных, облачных и пасмурных дней при учёте нижней облачности | Число ясных, облачных и пасмурных дней при учёте нижней облачности | Число ясных, облачных и пасмурных дней при учёте нижней облачности | Число ясных, облачных и пасмурных дней при учёте нижней облачности | Число ясных, облачных и пасмурных дней при учёте нижней облачности | Число ясных, облачных и пасмурных дней при учёте нижней облачности |
| Месяц                                                              | Янв                                                                | Фев                                                                | Мар                                                                | Апр                                                                | Май                                                                | Июн                                                                | Июл                                                                | Авг                                                                | Сен                                                                | Окт                                                                | Ноя                                                                | Дек                                                                | Год                                                                |
| Ясных дней                                                         | 8                                                                  | 8                                                                  | 11                                                                 | 10                                                                 | 12                                                                 | 13                                                                 | 14                                                                 | 16                                                                 | 14                                                                 | 14                                                                 | 11                                                                 | 8                                                                  | 139                                                                |
| Облачных дней                                                      | 12                                                                 | 13                                                                 | 13                                                                 | 14                                                                 | 14                                                                 | 15                                                                 | 16                                                                 | 14                                                                 | 14                                                                 | 12                                                                 | 11                                                                 | 13                                                                 | 161                                                                |
| Пасмурных дней                                                     | 10                                                                 | 7                                                                  | 7                                                                  | 7                                                                  | 5                                                                  | 2                                                                  | 2                                                                  | 1                                                                  | 2                                                                  | 5                                                                  | 8                                                                  | 10                                                                 | 66                                                                 |
| ------------------------------------------------------------------ | ------------------------------------------------------------------ | ------------------------------------------------------------------ | ------------------------------------------------------------------ | ------------------------------------------------------------------ | ------------------------------------------------------------------ | ------------------------------------------------------------------ | ------------------------------------------------------------------ | ------------------------------------------------------------------ | ------------------------------------------------------------------ | ------------------------------------------------------------------ | ------------------------------------------------------------------ | ------------------------------------------------------------------ | ------------------------------------------------------------------ |

### Скорость ветра
Средняя скорость ветра в городе — 1,9 м/с.
| Скорость ветра      | Скорость ветра | Скорость ветра | Скорость ветра | Скорость ветра | Скорость ветра | Скорость ветра | Скорость ветра | Скорость ветра | Скорость ветра | Скорость ветра | Скорость ветра | Скорость ветра | Скорость ветра |
| Месяц               | Янв            | Фев            | Мар            | Апр            | Май            | Июн            | Июл            | Авг            | Сен            | Окт            | Ноя            | Дек            | Год            |
| Скорость ветра, м/с | 2,1            | 2,1            | 2,0            | 1,8            | 1,6            | 1,7            | 1,6            | 1,7            | 1,8            | 1,9            | 2,1            | 2,1            | 1,9            |
| ------------------- | -------------- | -------------- | -------------- | -------------- | -------------- | -------------- | -------------- | -------------- | -------------- | -------------- | -------------- | -------------- | -------------- |

### Солнечная радиация
| Сумма солнечной радиации, кВтч/м² | Сумма солнечной радиации, кВтч/м² | Сумма солнечной радиации, кВтч/м² | Сумма солнечной радиации, кВтч/м² | Сумма солнечной радиации, кВтч/м² | Сумма солнечной радиации, кВтч/м² | Сумма солнечной радиации, кВтч/м² | Сумма солнечной радиации, кВтч/м² | Сумма солнечной радиации, кВтч/м² | Сумма солнечной радиации, кВтч/м² | Сумма солнечной радиации, кВтч/м² | Сумма солнечной радиации, кВтч/м² | Сумма солнечной радиации, кВтч/м² |
| Янв                               | Фев                               | Мар                               | Апр                               | Май                               | Июн                               | Июл                               | Авг                               | Сен                               | Окт                               | Ноя                               | Дек                               | Год                               |
| 44,6                              | 64,4                              | 106,0                             | 130,8                             | 180,4                             | 202,5                             | 217,3                             | 186,0                             | 140,7                             | 95,8                              | 54,3                              | 38,8                              | 1461,6                            |
| --------------------------------- | --------------------------------- | --------------------------------- | --------------------------------- | --------------------------------- | --------------------------------- | --------------------------------- | --------------------------------- | --------------------------------- | --------------------------------- | --------------------------------- | --------------------------------- | --------------------------------- |

### Атмосферные явления
| Число дней с различными явлениями | Число дней с различными явлениями | Число дней с различными явлениями | Число дней с различными явлениями | Число дней с различными явлениями | Число дней с различными явлениями | Число дней с различными явлениями | Число дней с различными явлениями | Число дней с различными явлениями | Число дней с различными явлениями | Число дней с различными явлениями | Число дней с различными явлениями | Число дней с различными явлениями | Число дней с различными явлениями |
| Месяц                             | Янв                               | Фев                               | Мар                               | Апр                               | Май                               | Июн                               | Июл                               | Авг                               | Сен                               | Окт                               | Ноя                               | Дек                               | Год                               |
| Дождь                             | 17                                | 15                                | 16                                | 17                                | 15                                | 12                                | 10                                | 9                                 | 11                                | 13                                | 15                                | 20                                | 170                               |
| Снег                              | 6                                 | 4                                 | 2                                 | 0,3                               | 0                                 | 0                                 | 0                                 | 0                                 | 0                                 | 0,2                               | 0,9                               | 3                                 | 16                                |
| Туман                             | 0,3                               | 0,3                               | 1                                 | 4                                 | 2                                 | 0,3                               | 0,03                              | 0                                 | 0,1                               | 0                                 | 0,1                               | 0,06                              | 8                                 |
| Гроза                             | 2                                 | 0,7                               | 0,7                               | 1                                 | 3                                 | 7                                 | 7                                 | 7                                 | 8                                 | 4                                 | 3                                 | 2                                 | 45                                |
| Роса                              | 10                                | 10                                | 16                                | 19                                | 25                                | 26                                | 27                                | 28                                | 27                                | 24                                | 18                                | 12                                | 242                               |
| Иней                              | 8                                 | 7                                 | 4                                 | 0,3                               | 0                                 | 0                                 | 0                                 | 0                                 | 0                                 | 0,2                               | 2                                 | 5                                 | 27                                |
| --------------------------------- | --------------------------------- | --------------------------------- | --------------------------------- | --------------------------------- | --------------------------------- | --------------------------------- | --------------------------------- | --------------------------------- | --------------------------------- | --------------------------------- | --------------------------------- | --------------------------------- | --------------------------------- |

## Характеристика сезонов года

### Зима
Зима в прибрежной зоне Сочи довольно тёплая. Среднесуточная температура составляет 5-7 °C, примерно два раза в месяц случаются ночные заморозки.  Морозы ниже −10 °C не фиксировались c 1967 года. Среднесуточная температура опускается ниже 0 °C не каждый год. Осадки зимой выпадают в основном в виде дождя, реже — в виде снега.

### Весна
Весна в Сочи наступает в конце февраля—начале марта, когда зацветают сады. В марте погода неустойчивая: иногда март оказывается немного холоднее февраля, а иногда, наоборот, значительно теплее. Несмотря на то, что зима в Сочи очень мягкая, весна сравнительно с регионами, где господствует степной климат, долгая и прохладная, бывают возвраты холодов, а заморозки возможны до начала апреля, хотя и редки. Связано это с тем, что Чёрное море за зиму остывает, и прогревается медленно. Среднесуточная температура превышает +10 °C с 29 марта, к этому времени у листопадных растений распускается листва.

### Лето
Летняя погода в среднем устанавливается 5 мая, когда среднесуточная температура превышает +15 °C. Погода становится более ясной, осадков выпадает меньше. С 8 июня среднесуточная температура превышает +20 °C, что при высокой влажности создаёт жаркую и душную погоду. 19 сентября температура опускается ниже +20 °C, и начинается продолжительный «бархатный» сезон: дневная температура колеблется в пределах 20—26 °C, а ночная составляет 12—17 °C.

### Осень
Осень наступает в среднем 25 октября и характеризуется довольно устойчивой и тёплой погодой. Ясных дней становится меньше, влажность воздуха понижается с 75 % в октябре до 72 % в декабре. Среднесуточная температура опускается ниже +10 °C в конце ноября. Часты возвраты тепла, в ноябре бывают похолодания, доходящие изредка до слабых заморозков. В горах в конце октября - начале ноября ложится снежный покров.

## Климатограмма
| Показатель                    | Янв.  | Фев.  | Март | Апр. | Май  | Июнь | Июль | Авг. | Сен. | Окт. | Нояб. | Дек. | Год   |
| ----------------------------- | ----- | ----- | ---- | ---- | ---- | ---- | ---- | ---- | ---- | ---- | ----- | ---- | ----- |
| Абсолютный максимум, °C       | 21,2  | 23,5  | 30,0 | 31,7 | 34,7 | 35,2 | 39,4 | 38,5 | 36,0 | 32,1 | 29,1  | 23,5 | 39,4  |
| Средний суточный максимум, °C | 9,6   | 9,9   | 12,2 | 16,6 | 20,6 | 24,6 | 27,4 | 27,9 | 24,7 | 20,4 | 15,3  | 11,8 | 18,4  |
| Средняя температура, °C       | 6     | 6     | 9    | 14   | 17   | 22   | 24   | 24   | 21   | 16   | 11    | 8    | 14,2  |
| Средний суточный минимум, °C  | 3,6   | 3,3   | 5,2  | 9,0  | 12,7 | 16,7 | 19,7 | 19,9 | 16,4 | 12,5 | 8,1   | 5,5  | 11,1  |
| Абсолютный минимум, °C        | −13,4 | −12,6 | −7   | −5   | 3,0  | 7,1  | 12,6 | 10,4 | 2,7  | −3,2 | −5,4  | −8,3 | −13,4 |
| Норма осадков, мм             | 184   | 135   | 121  | 120  | 110  | 104  | 128  | 121  | 127  | 167  | 201   | 185  | 1703  |
| Температура воды, °C          | 9     | 6     | 9    | 9    | 16   | 22   | 24   | 26   | 23   | 20   | 15    | 10   | 15,7  |
| Источник: Погода и климат     |       |       |      |      |      |      |      |      |      |      |       |      |       |

## Изменение климата
| Показатель                                          | Янв. | Фев. | Март | Апр. | Май  | Июнь | Июль | Авг. | Сен. | Окт. | Нояб. | Дек. | Год  |
| --------------------------------------------------- | ---- | ---- | ---- | ---- | ---- | ---- | ---- | ---- | ---- | ---- | ----- | ---- | ---- |
| Средняя температура, °C                             | 5,7  | 6,0  | 8,1  | 12,3 | 16,0 | 20,0 | 22,9 | 23,0 | 19,6 | 15,4 | 10,9  | 7,8  | 14,0 |
| Норма осадков, мм                                   | 179  | 118  | 109  | 116  | 93   | 91   | 122  | 135  | 135  | 158  | 191   | 197  | 1644 |
| Источник: «Погода и климат» (данные заархивированы) |      |      |      |      |      |      |      |      |      |      |       |      |      |

| Показатель                  | Янв. | Фев. | Март | Апр. | Май  | Июнь | Июль | Авг. | Сен. | Окт. | Нояб. | Дек. | Год  |
| --------------------------- | ---- | ---- | ---- | ---- | ---- | ---- | ---- | ---- | ---- | ---- | ----- | ---- | ---- |
| Средняя температура, °C     | 6,0  | 6,0  | 8,3  | 12,0 | 16,0 | 20,2 | 23,3 | 23,6 | 20,0 | 15,8 | 10,9  | 7,9  | 14,2 |
| Норма осадков, мм           | 181  | 137  | 119  | 116  | 106  | 100  | 124  | 123  | 131  | 167  | 198   | 182  | 1684 |
| Источник: «Погода и климат» |      |      |      |      |      |      |      |      |      |      |       |      |      |

| Показатель                        | Янв. | Фев. | Март | Апр. | Май  | Июнь | Июль | Авг. | Сен. | Окт. | Нояб. | Дек. | Год  |
| --------------------------------- | ---- | ---- | ---- | ---- | ---- | ---- | ---- | ---- | ---- | ---- | ----- | ---- | ---- |
| Средний суточный максимум, °C     | 10,6 | 10,8 | 12,4 | 16,7 | 21,3 | 26,5 | 28,9 | 29,1 | 26,2 | 21,5 | 16,3  | 13,0 | 19,4 |
| Средняя температура, °C           | 7,2  | 7,2  | 8,8  | 12,5 | 17,5 | 22,7 | 25,1 | 25,0 | 22,0 | 17,1 | 11,8  | 9,3  | 15,5 |
| Средний суточный минимум, °C      | 3,6  | 3,9  | 5,5  | 8,2  | 13,7 | 18,8 | 21,3 | 21,0 | 17,6 | 12,6 | 7,6   | 5,2  | 11,6 |
| Источник: www.weatheronline.co.uk |      |      |      |      |      |      |      |      |      |      |       |      |      |

| Показатель                                              | Янв. | Фев. | Март | Апр. | Май  | Июнь | Июль | Авг. | Сен. | Окт. | Нояб. | Дек. | Год  |
| ------------------------------------------------------- | ---- | ---- | ---- | ---- | ---- | ---- | ---- | ---- | ---- | ---- | ----- | ---- | ---- |
| Абсолютный максимум, °C                                 | 19,9 | 21,8 | 28,6 | 30,6 | 34,7 | 35,0 | 36,0 | 36,3 | 34,8 | 30,2 | 26,1  | 23,5 | 36,3 |
| Средний суточный максимум, °C                           | 10,0 | 10,6 | 12,4 | 17,0 | 21,6 | 25,7 | 28,0 | 29,0 | 25,1 | 20,7 | 15,7  | 12,1 | 19,0 |
| Средняя температура, °C                                 | 6,3  | 7,3  | 8,9  | 12,2 | 17,2 | 21,7 | 24,0 | 24,8 | 21,2 | 16,4 | 11,4  | 8,2  | 15,0 |
| Средний суточный минимум, °C                            | 3,9  | 3,9  | 5,3  | 9,1  | 13,8 | 17,7 | 20,3 | 20,8 | 17,1 | 13,4 | 9,0   | 5,6  | 11,7 |
| Абсолютный минимум, °C                                  | −7,3 | −5,1 | −4,3 | 1,6  | 5,6  | 10,1 | 13,2 | 14,0 | 9,5  | 5,4  | 0,0   | −5,8 | −7,3 |
| Норма осадков, мм                                       | 168  | 159  | 181  | 110  | 121  | 122  | 104  | 85   | 152  | 183  | 191   | 144  | 1708 |
| Источник: Компиляция данных с ресурса «Погода и климат» |      |      |      |      |      |      |      |      |      |      |       |      |      |

## Климат в отдельных микрорайонах города
| Показатель                    | Янв. | Фев. | Март | Апр. | Май  | Июнь | Июль | Авг. | Сен. | Окт. | Нояб. | Дек. | Год  |
| ----------------------------- | ---- | ---- | ---- | ---- | ---- | ---- | ---- | ---- | ---- | ---- | ----- | ---- | ---- |
| Абсолютный максимум, °C       | 17,9 | 20,4 | 27,7 | 26,9 | 33,6 | 35,5 | 36,0 | 32,3 | 31,1 | 29,8 | 24,5  | 23,4 | 35,5 |
| Средний суточный максимум, °C | 11,1 | 10,1 | 11,7 | 18,2 | 23,2 | 25,3 | 28,4 | 27,6 | 24,5 | 20,1 | 17,3  | 11,0 | 19,1 |
| Средняя температура, °C       | 7,3  | 6,0  | 8,3  | 13,8 | 19,2 | 22,1 | 24,8 | 24,4 | 20,2 | 16,5 | 12,9  | 6,7  | 15,2 |
| Средний суточный минимум, °C  | 4,3  | 3,1  | 5,7  | 9,9  | 15,8 | 18,6 | 21,2 | 20,5 | 16,5 | 13,0 | 9,9   | 3,7  | 11,9 |
| Абсолютный минимум, °C        | −0,1 | −5,5 | −5,1 | 0,3  | 10,4 | 13,8 | 14,9 | 15,7 | 9,1  | 7,6  | 4,1   | −5,6 | −5,6 |
| Источник:                     |      |      |      |      |      |      |      |      |      |      |       |      |      |

| Показатель                    | Янв. | Фев. | Март | Апр. | Май  | Июнь | Июль | Авг. | Сен. | Окт. | Нояб. | Дек. | Год  |
| ----------------------------- | ---- | ---- | ---- | ---- | ---- | ---- | ---- | ---- | ---- | ---- | ----- | ---- | ---- |
| Абсолютный максимум, °C       | 18,6 | 20,4 | 24,2 | 26,8 | 33,3 | 35,7 | 36,0 | 32,0 | 30,8 | 29,0 | 24,2  | 21,0 | 36,0 |
| Средний суточный максимум, °C | 11,8 | 10,1 | 10,9 | 17,7 | 21,6 | 25,8 | 29,3 | 28,4 | 24,2 | 21,3 | 18,0  | 11,4 | 19,1 |
| Средняя температура, °C       | 7,3  | 6,5  | 8,3  | 13,5 | 19,3 | 22,6 | 25,1 | 25,2 | 20,9 | 17,0 | 13,6  | 7,6  | 15,6 |
| Средний суточный минимум, °C  | 5,2  | 4,2  | 5,9  | 9,9  | 15,5 | 18,7 | 21,6 | 22,1 | 17,7 | 12,3 | 10,2  | 3,9  | 12,6 |
| Абсолютный минимум, °C        | 0,2  | −1,5 | −4,1 | 0,1  | 12,5 | 16,3 | 16,4 | 17,2 | 8,6  | 7,6  | 4,5   | −4,7 | −4,7 |
| Источник:                     |      |      |      |      |      |      |      |      |      |      |       |      |      |

| Показатель                    | Янв. | Фев. | Март | Апр. | Май  | Июнь | Июль | Авг. | Сен. | Окт. | Нояб. | Дек. | Год  |
| ----------------------------- | ---- | ---- | ---- | ---- | ---- | ---- | ---- | ---- | ---- | ---- | ----- | ---- | ---- |
| Абсолютный максимум, °C       | 18,7 | 20,1 | 24,7 | 27,0 | 31,7 | 35,0 | 36,0 | 33,3 | 30,0 | 27,7 | 23,9  | 22,1 | 35,0 |
| Средний суточный максимум, °C | 11,2 | 8,7  | 10,5 | 18,5 | 22,9 | 26,1 | 28,2 | 28,4 | 24,5 | 21,4 | 17,4  | 11,5 | 19,0 |
| Средняя температура, °C       | 7,7  | 6,8  | 8,0  | 13,8 | 18,8 | 21,6 | 23,8 | 23,9 | 19,7 | 16,4 | 13,1  | 7,4  | 15,0 |
| Средний суточный минимум, °C  | 5,1  | 4,9  | 6,5  | 10,3 | 15,4 | 17,6 | 20,2 | 20,0 | 16,2 | 12,6 | 10,6  | 4,7  | 12,0 |
| Абсолютный минимум, °C        | 0,0  | −4,1 | −3,9 | 1,6  | 9,5  | 13,9 | 15,2 | 15,8 | 9,5  | 7,2  | 4,3   | −5,8 | −5,8 |
| Источник:                     |      |      |      |      |      |      |      |      |      |      |       |      |      |

| Показатель                    | Янв. | Фев.  | Март | Апр. | Май  | Июнь | Июль | Авг. | Сен. | Окт. | Нояб. | Дек.  | Год   |
| ----------------------------- | ---- | ----- | ---- | ---- | ---- | ---- | ---- | ---- | ---- | ---- | ----- | ----- | ----- |
| Абсолютный максимум, °C       | 10,7 | 19,9  | 22,7 | 26,7 | 30,3 | 34,0 | 35,8 | 34,1 | 29,4 | 28,9 | 32,6  | 19,5  | 35,8  |
| Средний суточный максимум, °C | 7,6  | 4,6   | 6,6  | 20,1 | 22,8 | 26,7 | 28,4 | 27,6 | 25,1 | 21,5 | 16,5  | 7,3   | 17,8  |
| Средняя температура, °C       | 2,1  | 2,6   | 4,7  | 11,8 | 16,8 | 19,4 | 21,0 | 20,5 | 16,0 | 12,2 | 8,8   | 1,5   | 11,5  |
| Средний суточный минимум, °C  | 0,2  | 0,1   | 1,8  | 7,2  | 12,2 | 14,2 | 15,9 | 15,5 | 11,3 | 7,7  | 5,8   | −0,5  | 7,6   |
| Абсолютный минимум, °C        | −6,4 | −10,2 | −10  | −2,1 | 7,0  | 9,3  | 9,8  | 10,7 | 5,5  | 1,7  | −0,2  | −12,2 | −12,2 |
| Источник:                     |      |       |      |      |      |      |      |      |      |      |       |       |       |

| Показатель                    | Янв. | Фев. | Март | Апр. | Май  | Июнь | Июль | Авг. | Сен. | Окт. | Нояб. | Дек. | Год  |
| ----------------------------- | ---- | ---- | ---- | ---- | ---- | ---- | ---- | ---- | ---- | ---- | ----- | ---- | ---- |
| Абсолютный максимум, °C       | 18,1 | 18,9 | 25,0 | 27,3 | 34,6 | 34,4 | 35,6 | 33,3 | 28,6 | 29,6 | 25,5  | 21,5 | 35,6 |
| Средний суточный максимум, °C | 9,0  | 8,4  | 10,0 | 17,1 | 23,3 | 26,4 | 28,4 | 28,4 | 24,7 | 21,2 | 17,4  | 11,3 | 18,8 |
| Средняя температура, °C       | 7,4  | 6,6  | 7,7  | 13,5 | 19,4 | 22,7 | 24,3 | 24,1 | 20,1 | 16,3 | 13,0  | 6,9  | 15,5 |
| Средний суточный минимум, °C  | 4,6  | 3,5  | 6,2  | 10,3 | 15,8 | 18,2 | 20,1 | 20,1 | 16,4 | 12,6 | 10,4  | 4,4  | 11,8 |
| Абсолютный минимум, °C        | −1,2 | −5,1 | −4,6 | 1,4  | 9,2  | 13,4 | 14,6 | 15,4 | 9,4  | 6,8  | 4,9   | −6,5 | −6,5 |
| Источник:                     |      |      |      |      |      |      |      |      |      |      |       |      |      |

| Показатель                    | Янв. | Фев. | Март | Апр. | Май  | Июнь | Июль | Авг. | Сен. | Окт. | Нояб. | Дек. | Год  |
| ----------------------------- | ---- | ---- | ---- | ---- | ---- | ---- | ---- | ---- | ---- | ---- | ----- | ---- | ---- |
| Абсолютный максимум, °C       | 17,8 | 19,2 | 22,4 | 27,6 | 31,7 | 31,8 | 34,3 | 32,2 | 28,9 | 27,3 | 22,7  | 17,3 | 34,3 |
| Средний суточный максимум, °C | 9,8  | 7,8  | 11,0 | 17,0 | 21,9 | 25,8 | 28,0 | 27,7 | 24,1 | 18,0 | 16,5  | 9,3  | 18,1 |
| Средняя температура, °C       | 6,7  | 4,7  | 7,1  | 12,3 | 17,4 | 21,4 | 23,2 | 23,0 | 18,8 | 12,6 | 11,1  | 4,1  | 13,9 |
| Средний суточный минимум, °C  | 3,8  | 1,6  | 4,1  | 8,1  | 13,5 | 16,9 | 18,4 | 18,4 | 14,6 | 8,7  | 7,1   | 1,0  | 9,7  |
| Абсолютный минимум, °C        | −2,4 | −9   | −7,1 | −0,8 | 7,6  | 12,5 | 13,7 | 13,4 | 6,5  | 5,5  | 1,9   | −6,9 | −9   |
| Источник:                     |      |      |      |      |      |      |      |      |      |      |       |      |      |